# 陳堯道
陳堯道（？—1591年），字中卿，號心源，福建福州府福清县人。明朝政治人物、進士出身。

## 生平
萬曆十六年（1588年）戊子科福建鄉試舉人，十七年（1589年）己丑科進士，刑部觀政，八月授江西萬安縣知县，十九年卒。

## 家族
曾祖陈伯雍。祖父陈倩。父陈棖。